# Domácí řád Albrechta Medvěda
Vévodský anhaltský domácí řád Albrechta Medvěda (německy Herzoglich Anhaltischer Hausorden Albrecht des Bären) byl anhaltský řád. Byl založen 18. listopadu 1836 třemi anhaltskými vévody, a to Leopoldem IV. Fridrichem Anhaltským, Jindřichem Anhaltsko-Köthenským a Alexandrem Karlem Anhaltsko-Bernburským, jako rodinný řád, který se uděloval za všeobecné zásluhy o vládnoucí rod i vévodství. Řád byl pojmenován po Albrechtovi I. Medvědu, prvnímu braniborskému markraběti a saskému vévodovi, a dělil se do pěti tříd. Jako státní vyznamenání zanikl pádem monarchie roku 1918. V současnosti je domácím řádem Anhaltského vévodského domu.

## Vzhled řádu
Odznakem je oválný zlatý medailon s medvědem s korunkou kráčejícím na hradební zdi. Na obvodu medailonu je heslo FUERCHTE GOTT UND BEFOLGE SEINE BEFEHLE (Boj se boha a plň jeho rozkazy). Nad postavo medvěda a pod závěsem odznaku je umístěn malý anhaltský znak, na zadní straně odznaku pak askánský. Kráčející medvěd je oboustranný, vzadu je heslo ALBRECHT DER BAER REG. 1123 BIS 1170 (Albrecht Medvěd vládl 1123–1170). Za válečné zásluhy byly přidávány dva zkřížené meče pod závěsný kroužek.
Hvězda velkokříže je osmicípá a stříbrná s černým medvědem na červené zdi ve středu. Hvězda komandéra je pak ve tvaru stříbrného kříže s rozšířenými rameny. Ve středu je stejný medailon jako u velkokříže a mezi rameny kříže jsou umístěny zlaté routové koruny.
Barvy stuhy jsou zelená s červenými okraji.

## Třídy a způsoby nošení
Řád se dělil do celkem 5 tříd. Vojenská verze řádu byla doplněna zkříženými meči.
- velkokříž – odznak na velkostuze a hvězda
- komandér 1. třídy – odznak u krku a hvězda komandéra
- komandér 2. třídy – odznak u krku
- rytíř 1. třídy – odznak na prsou
- rytíř 2. třídy – odznak (stříbrný kříž) na prsou.[1]

S řádem byly také spojeny medaile, a to:
- Zlatá medaile Za zásluhy
- Stříbrná medaile Za zásluhy